# Gerhard Berge

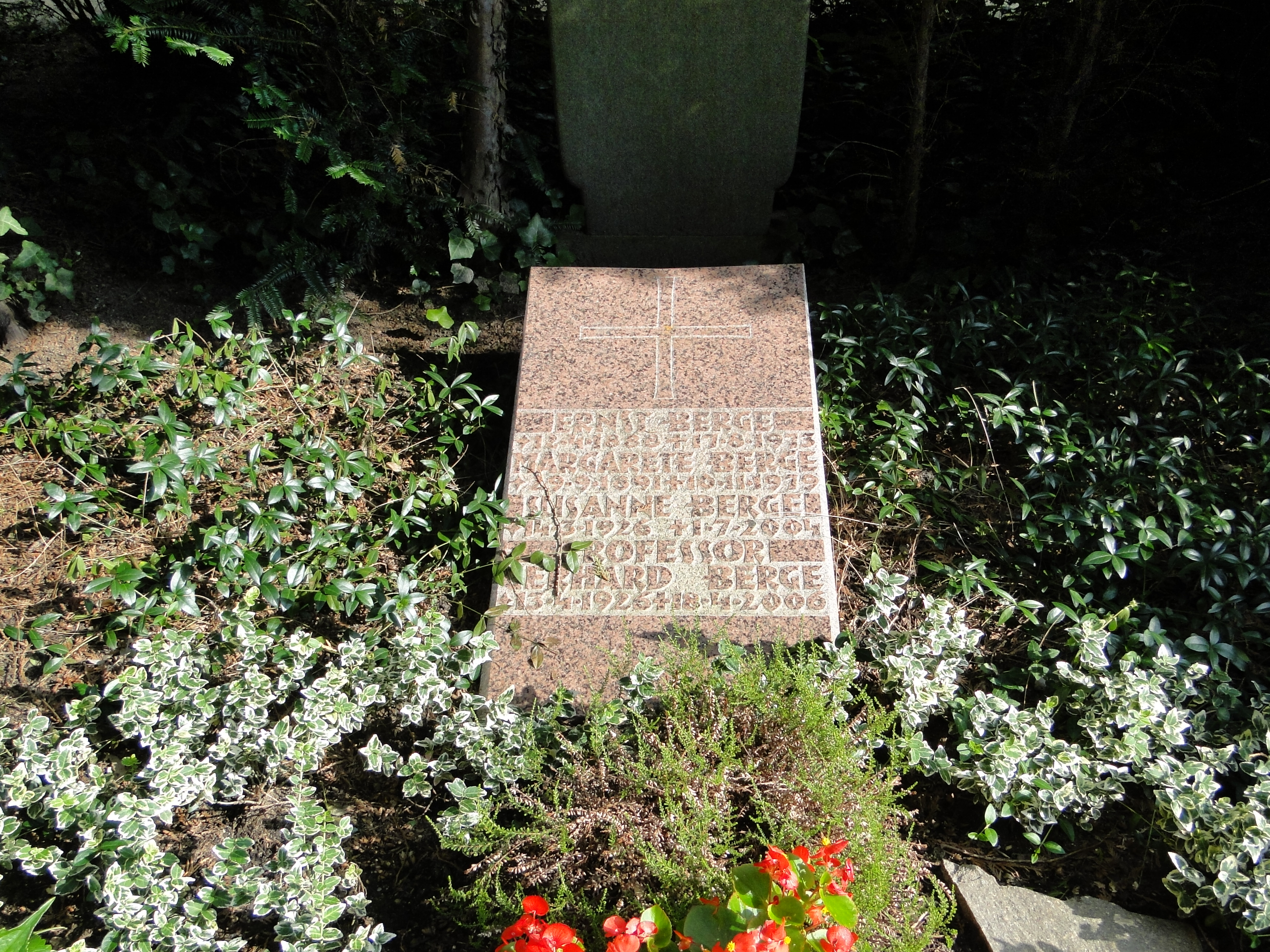
Grab auf dem Loschwitzer Friedhof

Gerhard Berge (* 13. April 1926 in Leipzig; † 18. April 2006) war ein deutscher Pianist.
Berge studierte an der Musikhochschule Leipzig. Als Klavierdozent war Berge dort bis 1953 tätig und anschließend an der Musikschule Halle (Saale). Als diese geschlossen wurde, wechselte er an die Hochschule für Musik „Carl Maria von Weber“ in Dresden. Im Jahr 1965 erwarb er den Professorentitel. Von 1979 bis 1982 war er Gastprofessor an der Musashino Academia Musicae in der Nähe von Tokio.
Berge verstarb 2006 und wurde auf dem Loschwitzer Friedhof in Dresden beigesetzt.